# Gerdau (Fluss)
Die Gerdau ist der 29,7 km lange, westliche und orographisch linke Quellfluss der Ilmenau in den niedersächsischen Landkreisen Celle und Uelzen (Deutschland). Ihr Wasser hat durchgehend die Güteklasse II (mäßig belastet).

## Name
Der Name Gerdau (1352 Gerdow) ist eine Komposition aus dem mittelniederdeutschen Wort ouwe für 'Flussaue' als Suffix und dem mittelniederdeutschen Wort gērde für 'Rute, Zweig, Stab' oder dem germanischen Wort *gerd- für 'umfassen, umzäunen' (siehe Fischzaun) als Bestimmungswort.

## Geografie

### Verlauf
Die Gerdau entspringt in der Lüneburger Heide auf einer Sander-Hochfläche im als Naturschutzgebiet ausgewiesenen Kiehnmoor. Ihre Quelle liegt im äußeren Nordteil des Naturparks Südheide im Landkreis Celle im Gemeindegebiet von Faßberg – 5,5 km nordöstlich des nicht von der Gerdau durchflossenen Faßberger Kernorts. 7 km nordöstlich der auf 70 m ü. NHN Höhe befindlichen Quelle liegt im Landkreis Uelzen das vom Fluss passierte Eimke und 2 km ostsüdöstlich der Faßberg (94 m über NHN). Ein weiterer Quellbach oder -graben, der auf manchen topographischen Karten mit Gerdau bezeichnet ist, kommt aus dem auch als Naturschutzgebiet ausgewiesenen Brambosteler Moor; dessen Quellgebiet liegt im Landkreis Uelzen im Süden des Gemeindegebiets von Wriedel.
Anfangs fließt die Gerdau auf etwa 2 km Länge nach Nordnordosten. Dabei verläuft sie erst im Landkreis Celle, dann auf der Grenze der Landkreise Celle und Uelzen und danach im Landkreis Uelzen. Direkt anschließend knickt sie – bei Aufnahme des aus dem Brambosteler Moor kommenden Quellbach oder -grabens – nach Osten ab und wendet sich kurz darauf nach Nordosten. Nach Einmünden des Allerbachs (Wichtenbecker Graben) passiert sie die Ortschaft Eimke, um etwa bei der Einmündung des Ellendorfer Grabens nach Osten abzuknicken. Nach der Mühle Verhorn mündet mit der Schwienau ein die Gerdau an Wasserführung und bis dorthin auch an Länge übertreffender Zufluss ein; rechnet man jene als Oberlauf, ist die Gerdau knapp 36 km lang.
Hiernach verläuft die Gerdau durch Groß Süstedt und, nach der Aufnahme des Häsebachs, durch Gerdau. Dann fließt sie, die Wassermühle Bohlsen speisend, südostwärts durch Bohlsen. Nach anschließender Aufnahme der Steinbeck verläuft die Gerdau durch Hansen. Bei Passieren von Holdenstedt knickt sie nach Nordosten ab und nimmt dabei die Hardau auf.
Letztlich fließt die Gerdau südlich am Uelzener Stadtteil Veerßen vorbei, um kurz darauf zusammen mit dem Wasser der dort etwa von Südosten kommenden und wasserärmeren, aber etwas längeren Stederau auf etwa 35 m Höhe den Elbe-Nebenfluss Ilmenau zu bilden; letztere verläuft anschließend durch die Uelzener Kernstadt.

## Geschichte
1892 wurde im Rahmen der Feldbahnübung Uelzen–Celle eine Bahntrasse in einer Länge von rund 70 km  für eine Schmalspurbahn von Uelzen über Hansen und Weesen nach Celle gebaut. Der Zweck der Übung war, zu erkunden, wie man im Kriegsfall Material mit einer Schmalspurbahn schnellstmöglich an die Front transportieren kann. In Hansen wurde hierfür eine Holzbrücke als Übergang über die Gerdau gebaut. Man wählte gerade diese Strecke, weil sie wenige Hindernisse aufwies und die Heidegegend abgeschieden lag.

## Galerie

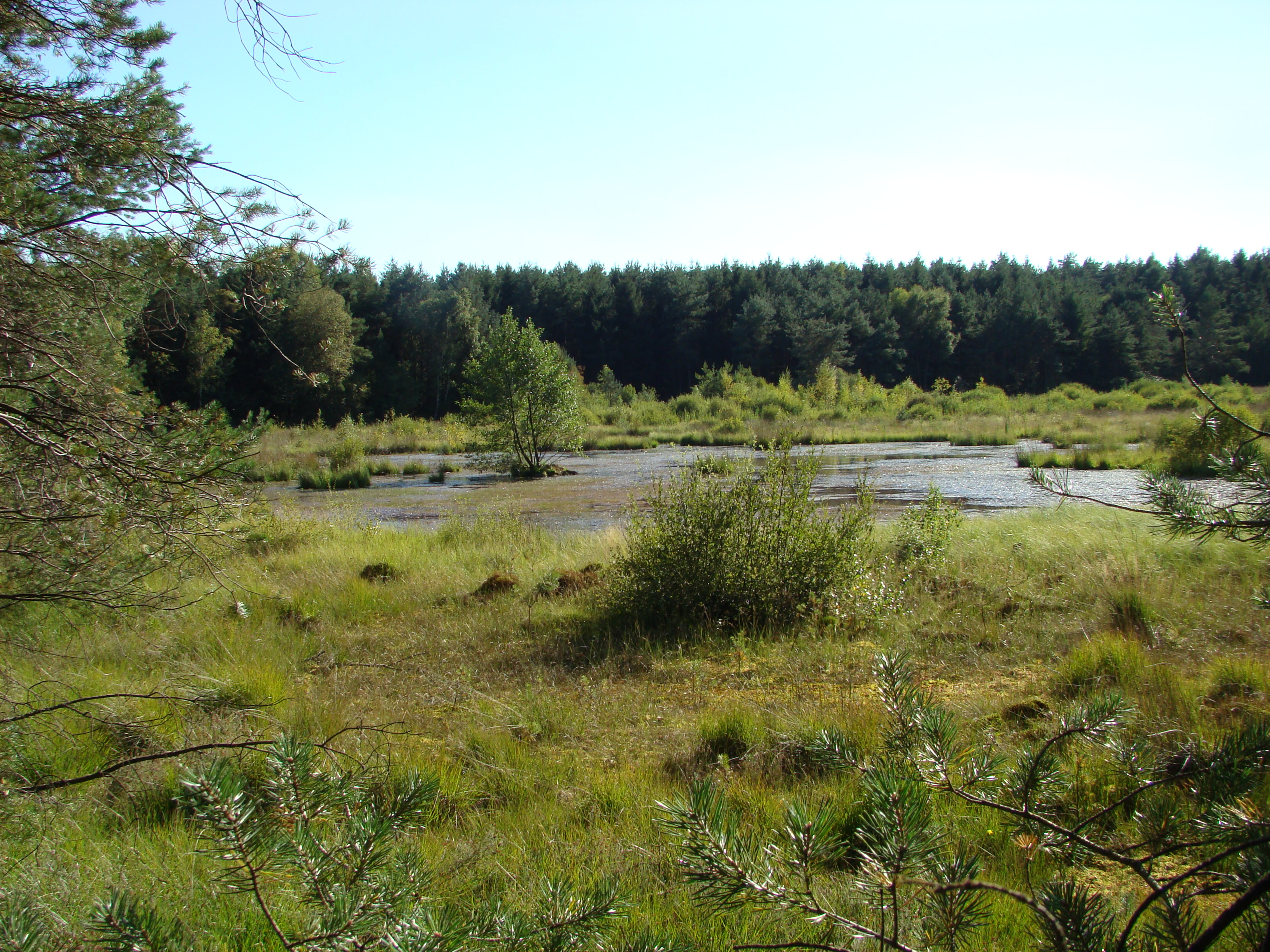
Das Brambosteler Moor (NSG), nahe dem Quellgebiet der Gerdau
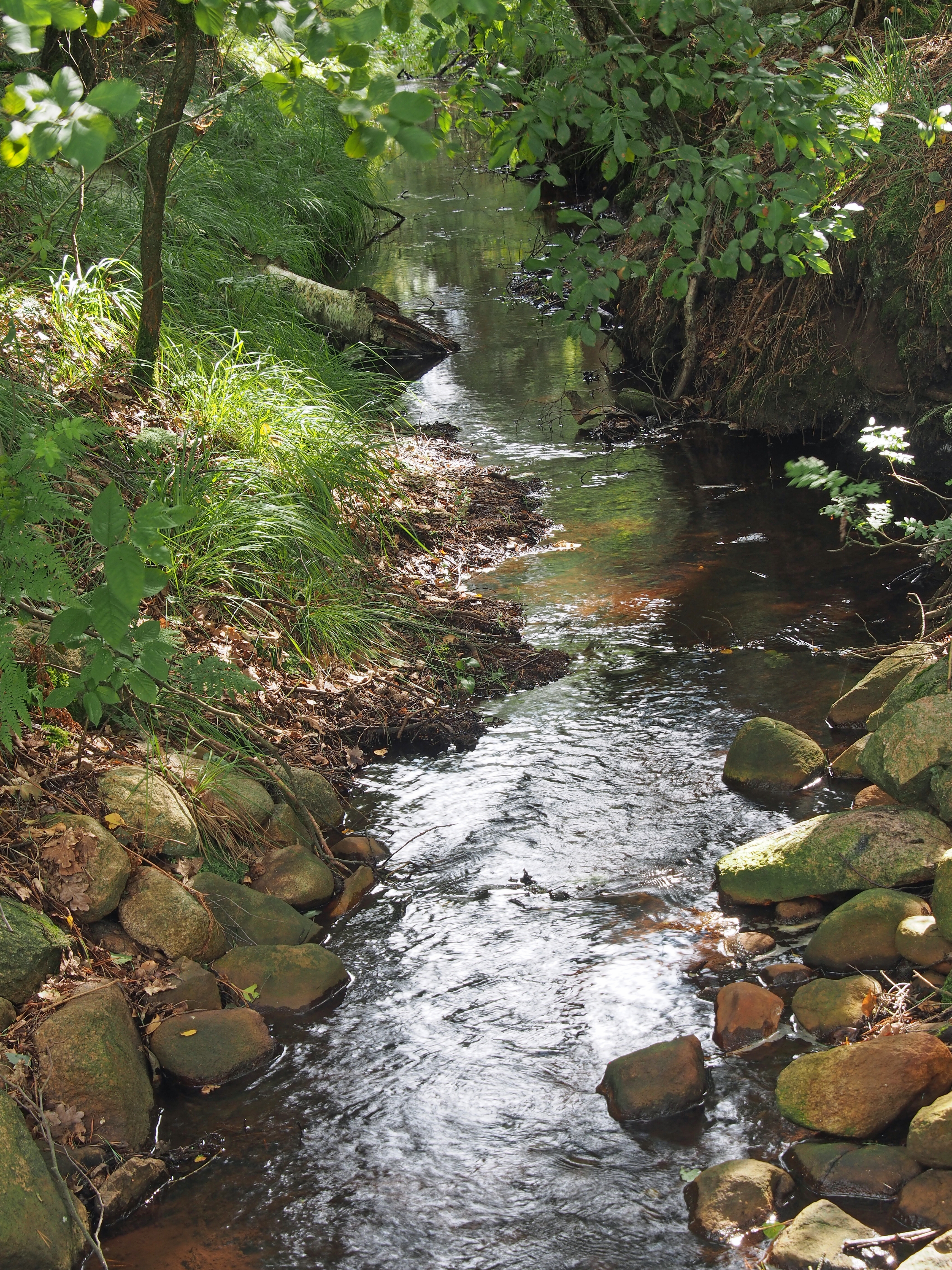
Die Gerdau unmittelbar nach verlassen des Brambosteler Moores
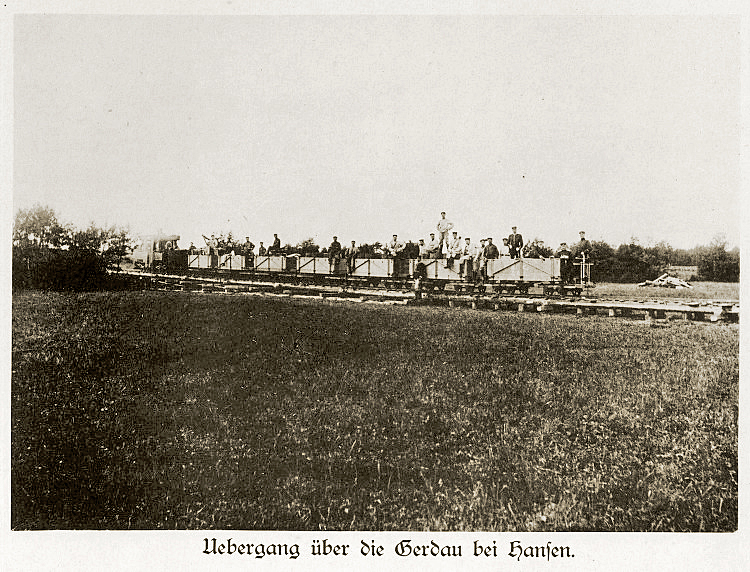
Bei Hansen: Überfahrt der Schmalspurbahn über die Gerdau